# أزمة مقتبل العمر

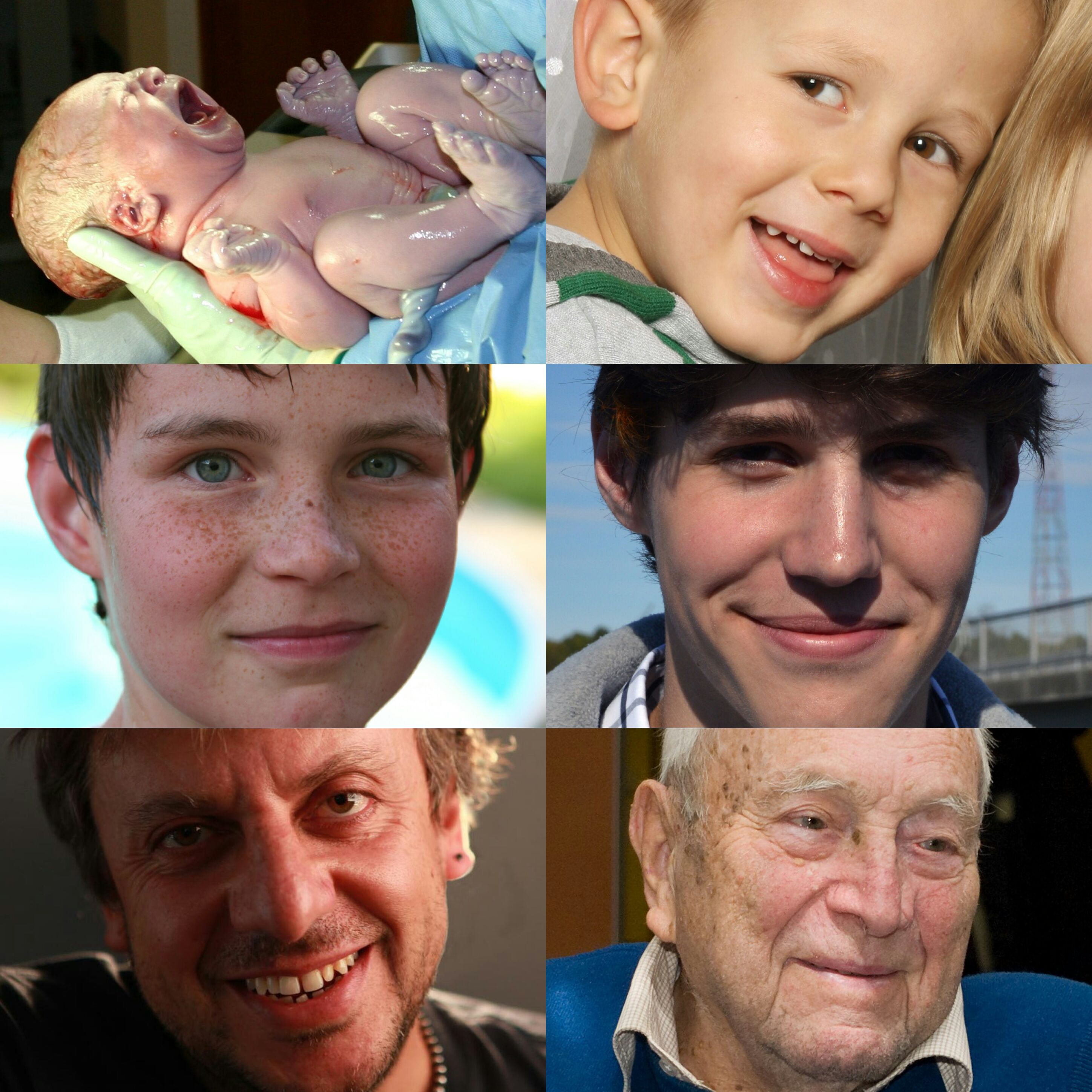

في علم النفس الشعبي، أزمة مقتبل العمر هي أزمة «تتضمن على القلق بشأن اتجاه ونوعية حياة الشخص في هذه المرحلة» وتعتبر هذه الأزمة الأكثر شيوعًا في الفترة ما بين العشرينات وحتى منتصف الثلاثينات من العمر ( (ويمكن أن تبدأ في وقت مبكر منذ 18 عاماً). تم تعريفها من قبل عالم النفس أليكس فوك بأنها «فترة عدم الإحساس بالأمان والشعور بالشك وخيبة الأمل التي تحيط بحياة الفرد المهنية، علاقاته ووضعه المالي».

## جوانب الأزمة
وفقًا لمريديث جولدشتاين من The Boston Globe ، فإن أزمة مقتبل العمر تحدث في بداية العشرينات، بعد دخول الفرد إلى «العالم الحقيقي» (أي بعد التخرج من الكلية، و/أو بعد الخروج من منزل العائلة). أقترح عالم النفس الألماني إريك إريكسون ثماني أزمات يواجهها البشر أثناء نموهم، وكان من ضمن هذه الأزمات أزمة مقتبل العمر، وقد قام بربط الصراع الذي يمر به الشباب بأزمة العلاقة الحميمة و أزمة العزلة. وفقًا لإريكسون، بعد إثبات الهوية الشخصية في مرحلة المراهقة، يسعى الشباب إلى تكوين علاقات حميمة، وعادة ما تكون رومانسية مع أشخاص آخرين.
غالبًا ما تتضمن الأعراض الشائعة لأزمة مقتبل العمر مشاعر «الضياع أو الخوف أو الشعور بالوحدة أو التشوش والحيرة» حول الخطوات التي يجب اتخاذها في مرحلة البلوغ المبكر. أظهرت الدراسات أن البطالة واختيار المسار الوظيفي سبب رئيسي لخضوع الشباب للتوتر أو القلق. المراحل المبكرة من العيش بإستقلالية لأول مرة وتعلم العيش دون مساعدة الوالدين يمكن أن يكون عاملًا مهمًا في الشعور بالوحدة والعزلة. قد تكون إعادة تقييم العلاقات الشخصية الوثيقة أحد العوامل أيضًا، حيث يشعر الأشخاص بأنهم قد تقدموا على شريكهم أو يعتقدون أن اشخاصًا آخرين قد يكونون أكثر ملاءمة لهم من الشريك الحالي.
في الآونة الأخيرة، يشار إلى جيل الألفية أحيانًا باسم جيل الارتداد أو متلازمة بيتر بان ، بسبب ميل الأعضاء الواضح إلى تأخر بعض طقوس العبور إلى مرحلة البلوغ لفترات أطول من الأجيال السابقة. وقد تستخدم هذه المسميات أيضًا للإشارة إلى وجود تيار نحو عودة الأفراد إلى منازلهم بعد الكلية و/أو العيش مع والديهم لفترات أطول من الأجيال السابقة. قد يتم تفسير هذه النزعات بشكل جزئي من خلال التغييرات في العوامل الاجتماعية الخارجية بدلاً من الخصائص المتأصلة في جيل الألفية (على سبيل المثال: علو ديون قروض الطلاب في الولايات المتحدة بين جيل الألفية عند مقارنتها بالأجيال السابقة يمكن أن تجعل من الصعب على الشباب تحقيق علامات الاستقلال التقليدية مثل الزواج أو أمتلاك منزل أو الاستثمار).

## في السينما
يستكشف فيلم الخريج في عام 1967 أزمة مقتبل العمر، وهو أحد أوائل الأفلام التي تصور هذه المسألة. الأفلام البارزة الأخرى التي تقوم بذلك هي Bright Lights، Big City ؛ ورقة مطاردة . حريق القديس إلمو . كيف تكون لدغات الواقع ؛ حديقة الدولة مقبول شبح العالم . عالية الدقة (500) أيام الصيف ؛ فقدت في الترجمة ؛ قواعد اللعبة الفضية فيكي كريستينا برشلونة وشون الموتى إلى جانب العرض الموسيقي Avenue Q في البرنامج التلفزيوني The Office وسلسلة HBO التلفزيونية للبنات . تشمل الأفلام الأخرى التي تستكشف أزمة ربع الحياة: Tiny Furniture و The Puffy Chair و Fight Club و Stranger than Fiction و Greenberg و Frances Ha و Eternal Sunshine of Spotless Mind . فيلم كوميدي لعام 2014 من إخراج لين شيلتون بعنوان «لاجيس» يبتسم بشدة عن تعقيدات أزمة مقتبل العمر.

## في الموسيقى
تتحدث أغنية جون ماير عام 2003 «لماذا جورجيا» مفهوم أزمة مقتبل العمر. اعتمدت الأغنية على تجارب جون ماير خلال هذه الفترة العمرية، عندما انتقل إلى جورجيا.
بالإضافة إلى أغنية فليتوود ماك " Landslide " الصادرة عام 1975، التي كتبها ستيفي نيكس في أواخر العشرينات من عمرها، والتي تتناول الكثير من الشكوك والمخاوف من أزمة مقتبل العمر، في ذات الوقت كانت نيكس غير متأكدة من مسيرتها الموسيقية وحياتها العاطفية.
"20 Something"، آخر أغنية للمغنية SZA في ألبوم Ctrl، والتي تتحدث من خلالها في العديد من حالات عدم الأمان التي واجهتها المغنية في العشرينات من عمرها على الصعيد الشخصي والمهني، والشعور المُلح الذي شعرت به حيال الاستمتاع بحياتها قبل الدخول في مرحلة النضج.

## روابط خارجية
- هل يمثل التخرج بداية لأزمة مقتبل العمر؟
- الحياة صعبة عندما تكون في العشرينات من العمر - بي بي سي